# パーヴェル・コズロフ
パーヴェル・コズロフは1970年代後半に活躍したスプリントカヌー競技の選手。
1977年にソフィアで国際カヌー連盟（ICF)によって開かれたスプリントカヌー世界選手権で銀メダルを獲得した。